# Larry Niven
Laurence van Cott Niven (Los Angeles, 30 aprile 1938) è un autore di fantascienza statunitense, conosciuto soprattutto per I burattinai (Ringworld, 1970), romanzo per cui ha ricevuto i premi Hugo , Nebula  e Locus .
Niven è autore di numerosi racconti e romanzi di fantascienza a partire dal 1964 con la storia "The Coldest Place",  ambientata sul lato oscuro di Mercurio.
Ha scritto inoltre per vari serial televisivi di fantascienza, compresa la serie originale Land of the Lost e alcuni degli episodi di Star Trek: la serie animata. Una delle sue storie brevi, "Inconstant Moon", è stata poi riadattata per un episodio della serie The Outer Limits; ha anche scritto per i fumetti una storia incentrata sulla Lanterna Verde più amata, Hal Jordan: La storia di Ganthet disegnata da John Byrne.
Molte delle storie di Niven sono ambientate nel cosiddetto universo dello Spazio conosciuto. Un universo in cui l'umanità è distribuita su numerosi sistemi planetari alieni alla periferia del sistema solare, abitati da più di una dozzina di specie extraterrestri, inclusi gli Kzinti e i Burattinai; razze spesso centrali nelle opere di Niven. La trilogia di Ringworld è ambientata nello spazio conosciuto.
Niven ha scritto anche serie fantasy ambientate nell'era dei Warlock, come "The Magic Goes Away".
Negli ultimi anni ha scritto spesso in collaborazione con Jerry Pournelle e/o Steven Barnes.

## Opere

### Ciclo dello Spazio conosciuto

#### Ringworld
- Burattinai nel cosmo (Ringworld, 1970). Milano, Dall'Oglio, Andromeda 1, giu 1972
  - edito anche come I burattinai. Milano, Editrice Nord, Cosmo Oro 94, set 1988
- I costruttori di Ringworld (The Ringworld Engineers, 1979). Roma, Fanucci Editore, Orizzonti. Capolavori di Fantasia e Fantascienza XIX, gen 1983
  - edito anche come Il segreto dei costruttori di Ringworld. Milano, Editrice Nord, Cosmo Oro 148, ott 1995
- Guide to Larry Niven's Ringworld (1994) (con Kevin Stein)
- Il trono di Ringworld (The Ringworld Throne, 1996). Milano, Arnoldo Mondadori Editore, Urania 1389, 4 giu 2000
- I figli di Ringworld (Ringworld's Children, 2004). Milano, Arnoldo Mondadori Editore, Urania 1535, giu 2008

#### La guerra degli uomini contro i kzin
Tutti i volumi sono stati editi da Niven e ognuno contiene 2-3 racconti di vari autori
- Man-Kzin Wars (1988) con Poul Anderson e Dean Ing
- Man-Kzin Wars II (1989) con Dean Ing, Jerry Pournelle e S.M. Stirling
- Man-Kzin Wars III (1990) con Poul Anderson, Jerry Pournelle e S. M. Stirling
- Man-Kzin Wars IV (1991) con Donald Kingsbury, Greg Bear e S. M. Stirling
- Man-Kzin Wars V (1992) di Thomas T. Thomas, Jerry Pournelle e S. M. Stirling
- Man-Kzin Wars VI (1994) di Donald Kingsbury, Mark O. Martin & Gregory Benford
- Man-Kzin Wars VII: A Darker Geometry (1995) con Mark O. Martin, Gregory Benford
- Man Kzin Wars VIII: Choosing Names (1998) con Hal Colebatch, Jean Lamb, Paul Chafe e Warren W. James
- Man-Kzin Wars IX (2003)
- Man-Kzin Wars X: The Wunder War (2005)
- Man-Kzin Wars XI (2005) con Hal Colebatch, Matthew Harrington
- Man-Kzin Wars XII (2009)
- Man-Kzin Wars XIII (2012)
- Man-Kzin Wars XIV (2013) con Hal Colebatch, Jessica O. Fox, Matthew Harrington, Álex Hernández
- Man-Kzin Wars XV (2019)

#### Altri romanzi del ciclo
- Stasi interrotta (World of Ptavvs, 1966). Roma, Fanucci Editore, Futuro. Biblioteca di Fantascienza 18, gen 1976.
  - edito anche come Pianeta di schiavi. Milano, Editrice Nord, Cosmo Oro 133, set 1993.
- Un dono dalla Terra (A Gift From Earth, 1968). Roma, Fanucci Editore, Futuro. Biblioteca di Fantascienza 2, lug 1973.
- Antologia scolastica N°3 (raccolta di racconti di autori vari) Milano, Arnoldo Mondadori Editore, Urania 593, 28 mag 1972 
  - contiene il racconto Stella al neutronio (Neutron Star 1966)
- Reliquia dell'Impero (raccolta di racconti) (At the Core, 1966). Milano, Arnoldo Mondadori Editore, Urania 642, 14 apr 1974.
  - contiene il racconto Pubblicità negativa (At the Core, 1966)
- The Shape of Space (raccolta, 1969)
- Il difensore (Protector, 1973). Milano, Dall'Oglio, Andromeda 16, feb 1975.
- Tales of Known Space: The Universe of Larry Niven (raccolta, 1975).
- La terza mano (The Long Arm of Gil Hamilton (romanzo fix-up), 1976). Milano, Arnoldo Mondadori Editore, Urania 1054, 2 ago 1987.
- The Patchwork Girl (1980).
- Flotta di mondi (Fleet of Worlds, 2007). Milano, Mondadori, Urania 1548, 30 giu 2009. Scritto con Edward M. Lerner.

### Serie Bowl of Heaven
I seguenti romanzi della serie Bowl of Heaven sono stati scritti con Gregory Benford:
- Bowl of Heavem (2012)
- Shipstar (2014)
- Glorious (2020)

### Romanzi scritti con Jerry Pournelle
Le seguenti opere sono state realizzate in collaborazione con lo scrittore Jerry Pournelle:
- Questo è l'inferno (Inferno, 1976). Milano, Armenia Editoria, I Libri di Robot 3, feb 1978
- Lucifer's Hammer (1977)
- Giuramento di fedeltà (Oath of Fealty, 1982). Milano, Arnoldo Mondadori Editore, Urania 1231, 15 mag 1994
- Il giorno dell'invasione (Footfall, 1985). Milano, Editrice Nord, Cosmo Oro 116, mar 1991

#### CoDominium: Motie
- La strada delle stelle (The Mote in God's Eye, 1974). Milano, Editrice Nord, Cosmo Oro 20, dic 1975
- Nell'occhio del gigante (The Gripping Hand o anche The Moat Around Murcheson's Eye, 1993). Milano, Editrice Nord, Cosmo Oro 142, nov 1994

#### Golden Road
Ambientati nel mondo fantasy di The Magic Goes Away
- The Burning City (2000)
- Burning Tower (2005)

#### Ciclo dei Grendel
Scritti con Steven Barnes e Jerry Pournelle:
- L'incognita dei Grendel (The Legacy of Heorot, 1987). Milano, Arnoldo Mondadori Editore, Urania 1304, 2 mar 1997
- I figli di Beowulf (Beowulf's Children, 1995). Milano, Arnoldo Mondadori Editore, Urania 1350 bis, 6 dic 1998
- La strada del destino (Destiny's Road, 1997). Milano, Arnoldo Mondadori Editore, Urania 1358, 28 mar 1999[8]
  - Scritto solo da Niven, non è una continuazione in senso stretto dei primi due di cui condivide solo l'ambientazione e alcuni riferimenti
- Starborn e Godsons (Starborn e Godsons, 2020). Milano, Arnoldo Mondadori Editore, Urania 1708, nov 2022

### Parco dei Sogni
Le seguenti opere sono state realizzate in collaborazione con lo scrittore Steven Barnes:
- Parco dei sogni (Dream Park, 1981). Milano, Arnoldo Mondadori, Altri Mondi 5, ott 1986
- The Barsoom Project (1989)
- The California Voodoo Game anche come The Voodoo Game (1992)
- La discesa di "Anansi" (The Descent of Anansi, 1982). Milano, Arnoldo Mondadori Editore, Urania 1188, 20 set 1992

### Jerome Corbell
- Mondo senza tempo (A World Out of Time, 1976). Milano, Editrice Nord, Cosmo Argento 67, set 1977
- Il popolo dell'anello (The Integral Trees, 1984). Milano, Editrice Nord, Cosmo Argento166, apr 1986
- La civiltà dell'anello (The Smoke Ring, 1987). Milano, Editrice Nord, Cosmo Argento 190, giu 1988

### Magic Goes Away
Ciclo fantasy
- The Magic Goes Away (1978)
- The Magic May Return (1981)
- More Magic (1984)
- The Time of the Warlock (1984)

### Storie a fumetti
- Death By Ecstasy: Illustrated Adaptation of the Larry Niven Novella (1991)
- Lanterna Verde: La storia di Ganthet (Green Lantern: Ganthet's Tale, 1998) (con John Byrne)

### Raccolte di storie brevi
- All the Myriad Ways (1971)
- Il tempo di Svetz (The Flight of the Horse, 1973). Roma, Fanucci Editore, Futuro. Biblioteca di Fantascienza 38, apr 1978
- Inconstant Moon (1973)
- A Hole in Space (1974)
- Convergent Series (1979)
- Niven's Laws (1984)
- Frontiere (Limits, 1985). Milano, Arnoldo Mondadori Editore, Urania 1213, 5 set 1993
- N-Space (1990)
- Playgrounds of the Mind (1991)
- Bridging the Galaxies (1993)
- Crashlander (1994)
- Marte, un mondo perduto (Rainbow Mars, 1999). Milano, Arnoldo Mondadori Editore, Urania 1418, 15 lug 2001
- Scatterbrain (2003)
- Larry Niven Short Stories Volume 1 (2003)
- Larry Niven Short Stories Volume 2 (2003)
- Larry Niven Short Stories Volume 3 (2003)
- The Draco Tavern (2006)

### Altri romanzi scollegati
- Pianeta stregato (The Flying Sorcerers, 1971) con David Gerrold. Milano, Arnoldo Mondadori Editore, Urania 1339, 5 lug 1998
- Berserker Base: A Collaborative Novel (1984) con Poul Anderson, Edward Bryant, Stephen Donaldson, Fred Saberhagen, Connie Willis e Roger Zelazny
- Fallen Angels (1991) con Jerry Pournelle e Michael Flynn
- Achilles' Choice (1992) con Steven Barnes
- Saturn's race (2000) con Steven Barnes
- Building Harlequin's Moon (2005) con Brenda Cooper